# Radioåret 1957

## Händelser

### December
- 16 december – Det första svenska musikradioprogrammet för ungdomar, Spisarparty, börjar sändas.
- 31 december - I Sverige kan Sveriges Radio P2 vid årets slut höras av en tredjedel av Sveriges befolkning.

### Okänt datum
- AB Radiotjänst byter namn till AB Sveriges Radio.
- Folkrörelserna blir delägare i Sveriges Radio, vid sidan om näringslivet och pressen.

## Radioprogram

### Sveriges Radio
- 1 december - Årets julkalender är Barnens adventskalender.[1]

## Födda
- 20 mars – Eva Dozzi, svensk programpresentatör i radio och TV.
- 27 mars – Erik Blix, svensk radio- och TV-programledare samt journalist.
- 8 september – Hasse Aro, svensk radio- och TV-programledare.
- Okänt datum – Anders Jonsson, svensk journalist och radioprogramledare.

### Fotnoter
1. ↑  ”1957, Barnens adventskalender”. Sveriges Radio. http://sverigesradio.se/barn/julkalendrar/1957.stm. Läst 31 augusti 2015.